# ロッポニカ四日市
ロッポニカ四日市（ロッポニカよっかいち）は、三重県四日市市諏訪栄町の四日市諏訪西商店街にある映画館。
1981年（昭和56年）11月に四日市日活が現在の建物に移転し、1988年（昭和63年）7月にロッポニカ四日市に改称した。104席の1スクリーンを有しており、成人映画館として営業している。

## 基礎情報
- 所在地 : 〒510-0086 三重県四日市市諏訪栄町9-2 大鯛ビル3階
- アクセス : 近畿日本鉄道名古屋線・湯の山線近鉄四日市駅北口より徒歩5分
- スクリーン : 104席[1]
- 営業時間 : 10時-20時[2]
- 支配人 : 南川正弘

## 年表
- 1947年（昭和22年） : 新田町にラジオ劇場が開館。
- 1956年（昭和31年） : ラジオ劇場が四日市日活劇場に改称。
- 1981年（昭和56年）11月 : 四日市日活劇場が諏訪栄町に移転。
- 1988年（昭和63年）7月 : 四日市日活劇場がロッポニカ四日市に改称。

## 特色

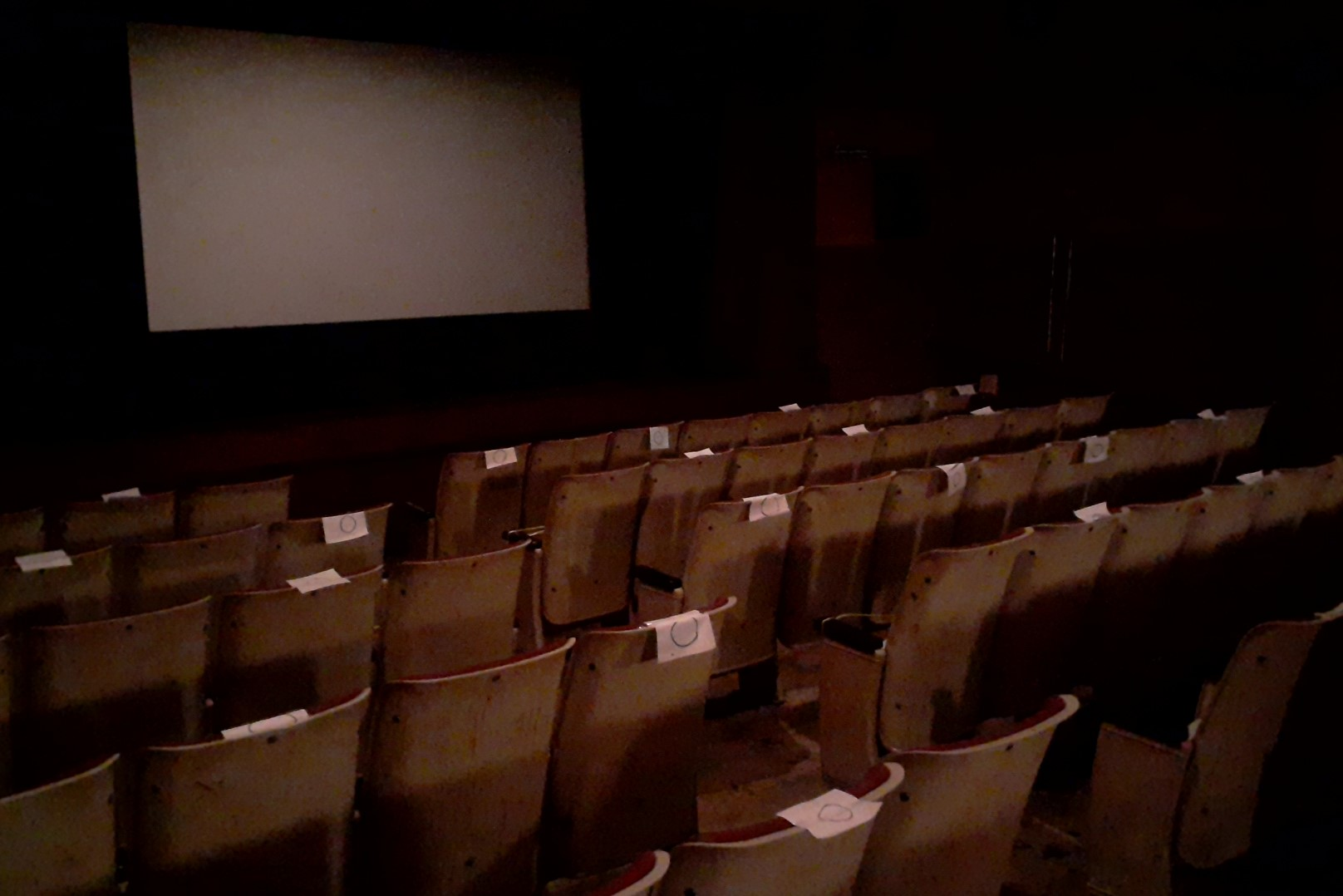
ホール内

近鉄四日市駅の北東にある諏訪栄町は三重県最大の繁華街であり、商店・飲食店・遊技場などが集積している。四日市諏訪西商店街にある雑居ビルの大鯛ビルには、2018年（平成30年）時点でロッポニカ四日市のほかに居酒屋の「おーだい破れ傘」や沖縄料理店の「華○小僧」（はなまるこぞう）が入っている。
かつては新日本映像・大蔵映画・新東宝作品の三本立て興行をしていたが、現在は新日本映像作品のみの二本立て興行をしており、上映作品はすべて旧作である。2012年時点ではDVDではなくフィルムでの上映を行っている。料金はシニア割引を実施している。
2012年時点では木曜日が休館日であり、営業時間は11時前から20時過ぎまでである。2012年時点の観客数は平日が5-6人、休日が約15人である。かつては土曜日夜にオールナイト興行をしており、座席を寝床かわりにするサラリーマンや酔っ払いが多かったという。オールナイト上映時に上質な睡眠ができるように、一部の椅子は向きを変えて設置してある。

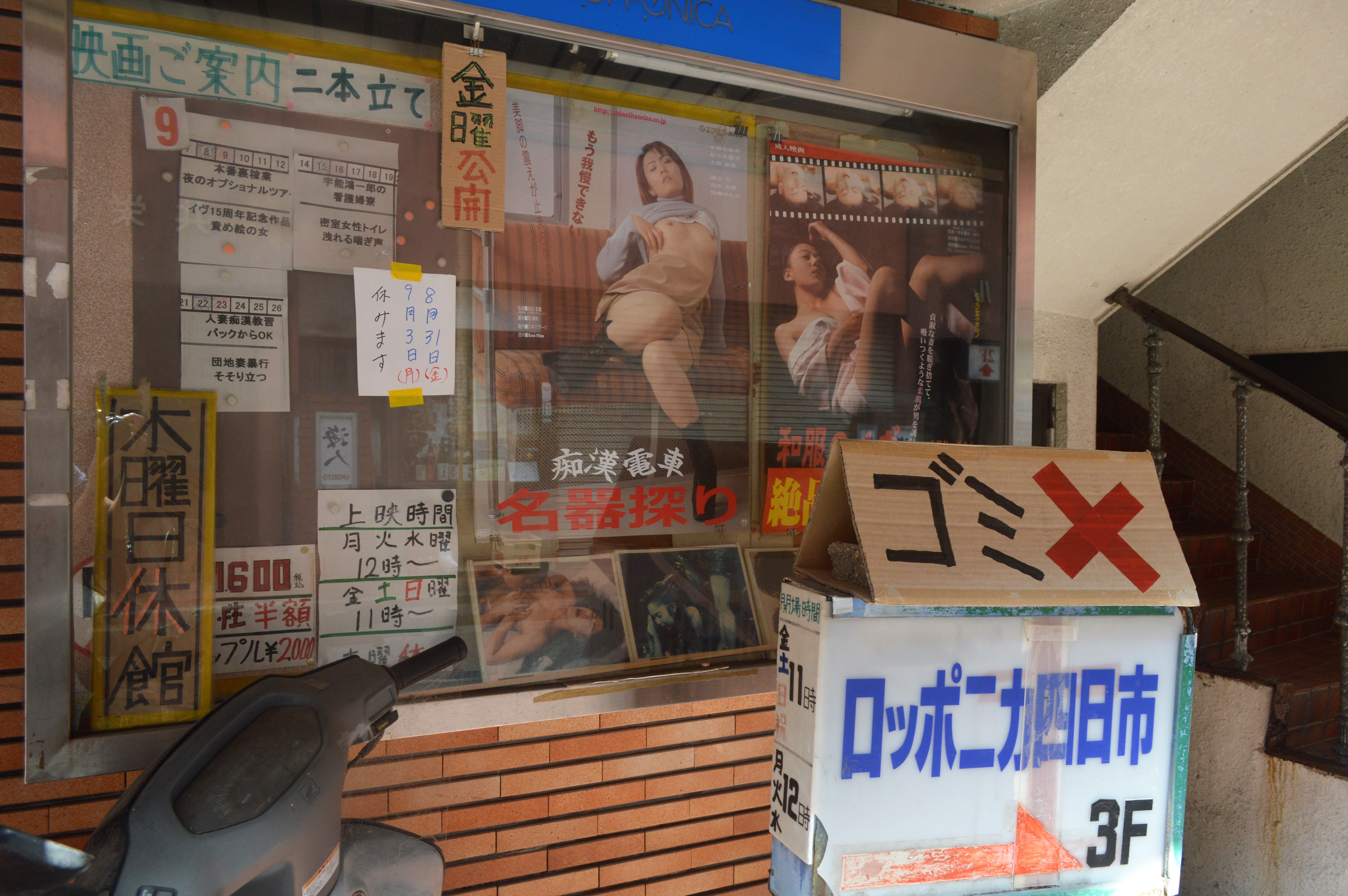
上映作品案内
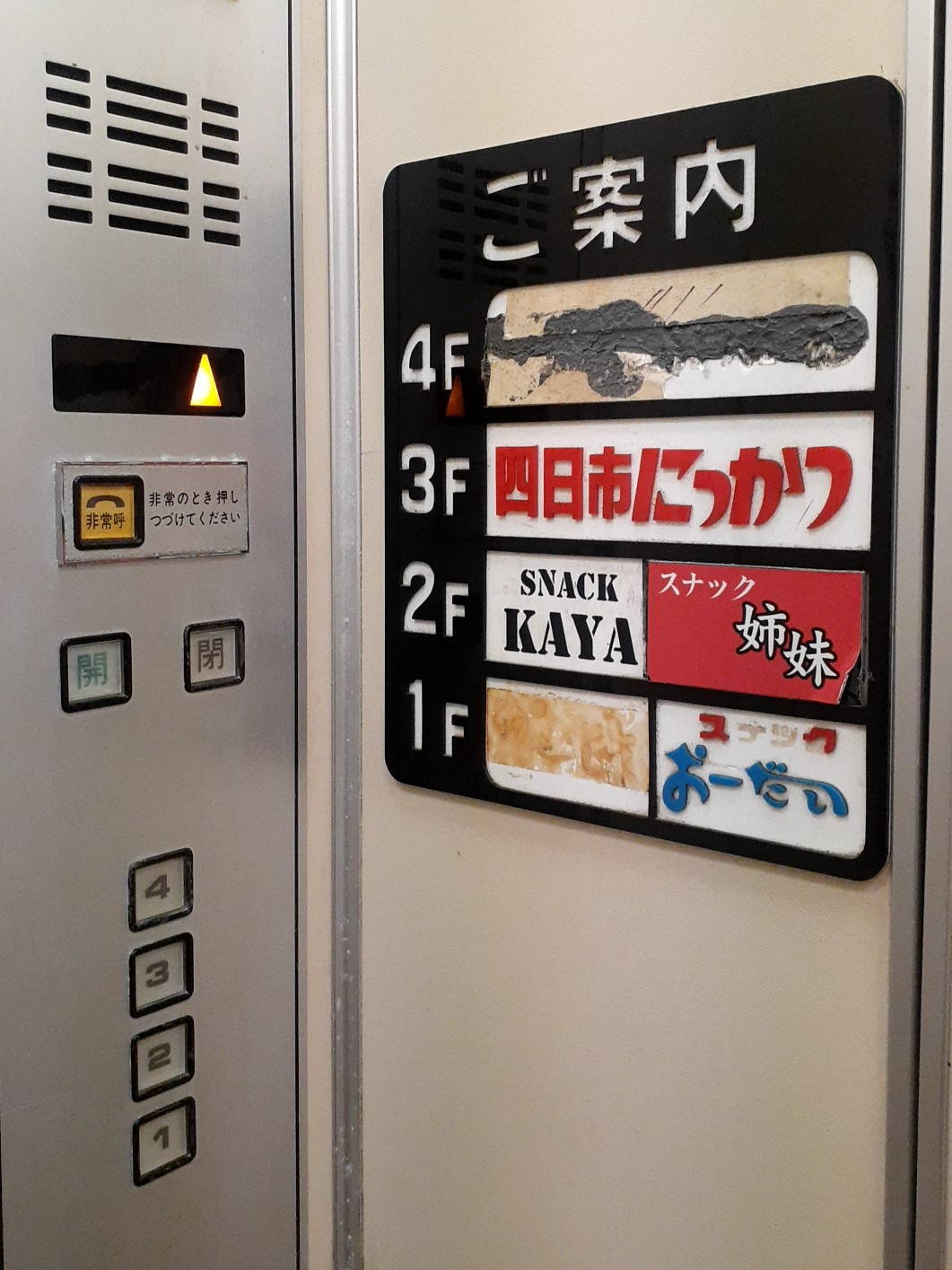
エレベーター
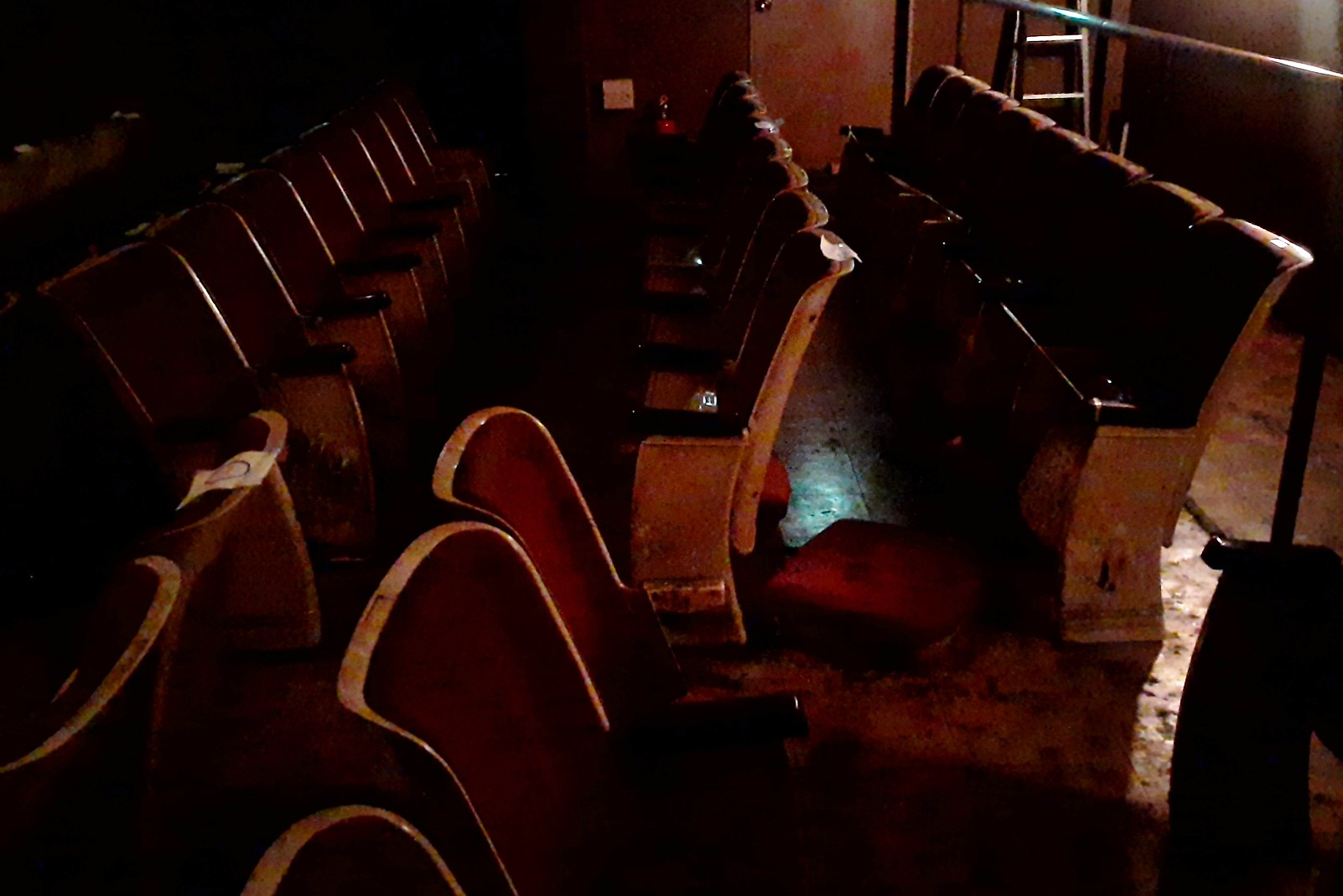
向きが変えられた座席

## 歴史

### 新田町時代
1947年（昭和22年）、四日市市新田町にラジオ劇場が開館した。800人近くを収容する劇場で実演などの興行を行っていたが、経験豊富な経営陣を欠いていた。1956年（昭和31年）にはラジオ劇場が日活直営の四日市日活劇場に改称し、日活作品の映画専門館となった。昭和30年代には四日市日活劇場の西側に隣接して四日市松竹劇場が開館。四日市松竹劇場は1966年（昭和41年）に運営元が変わって四日市宝塚劇場に改称し、洋画専門の映画館となっている（1986年8月31日閉館）。
四日市日活劇場では石原裕次郎、赤木圭一郎、小林旭、二谷英明などが主演の作品に人気があった。日活は1971年（昭和46年）に日活ロマンポルノ路線に転換し、四日市日活劇場もロマンポルノの上映館となった。昭和40年代には四日市コンビナートに活気があり、季節労務者の観客も多かった。ロマンポルノはブームを巻き起こしたが、アダルトビデオの普及などによって観客数は減っていった。

### 諏訪栄町時代

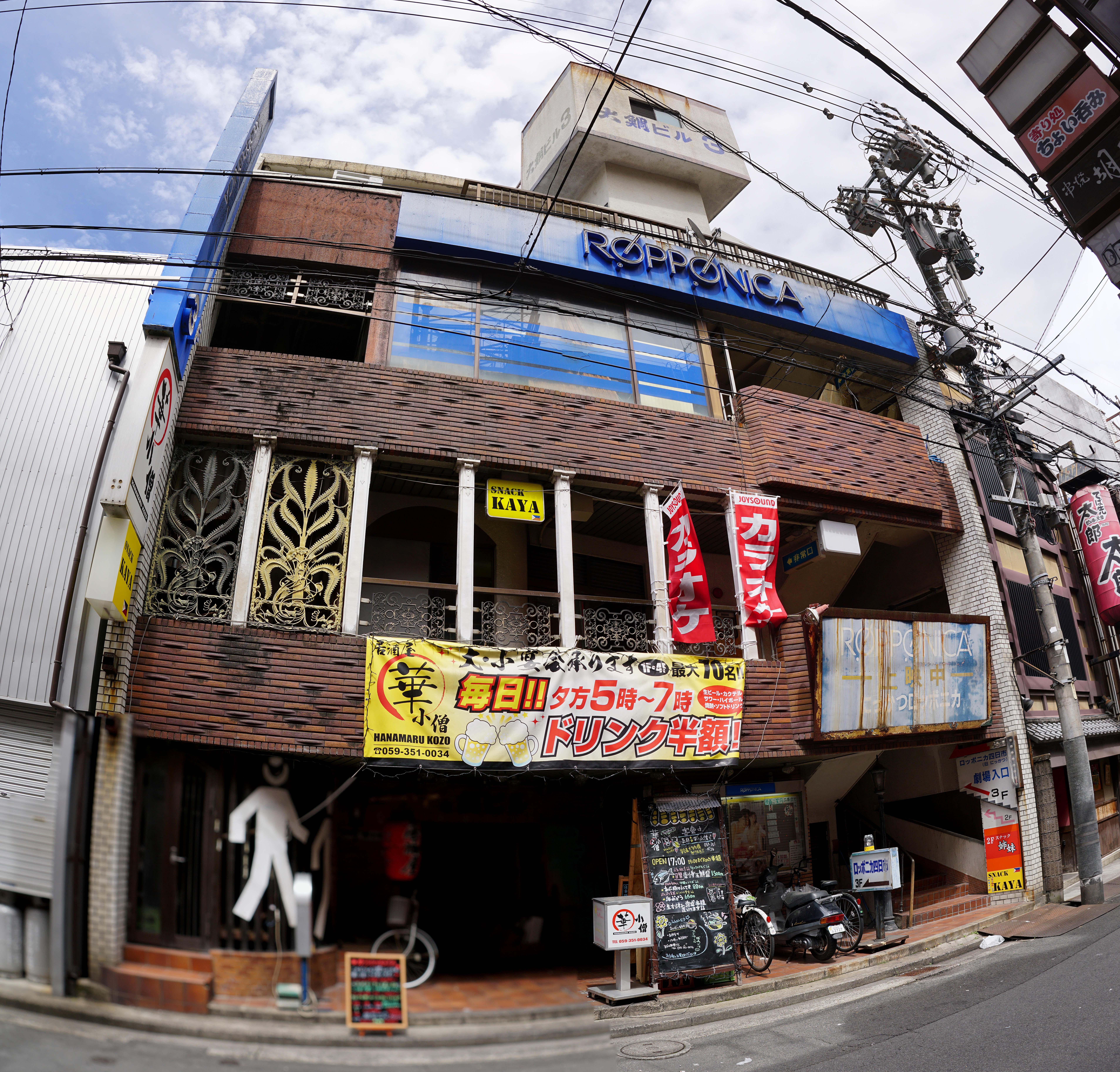
大鯛ビル

1981年（昭和56年）11月には四日市日活劇場が諏訪栄町の大鯛ビルに移転した。四日市日活劇場はやはりにっかつの直営館として運営され、ロマンポルノ時代は客席が満席になることもあったという。1988年（昭和63年）にはにっかつがロマンポルノ作品の製作を終了し、ロッポニカのレーベルで再び一般映画作品の製作を開始。全国のにっかつ系映画館がロッポニカという名称に改称されており、同年7月には四日市日活劇場もロッポニカ四日市に改称した。改称を記念して女優の風祭ゆきが舞台挨拶を行っている。三重県の映画館を概説した『ローカル映画館史』の著者である久保仁（三重県興行環境衛生同業組合事務局員）は、「（昭和）59年から63年にかけての5年間は、四日市映画界のもっとも浮沈の激しかった時代」としている。

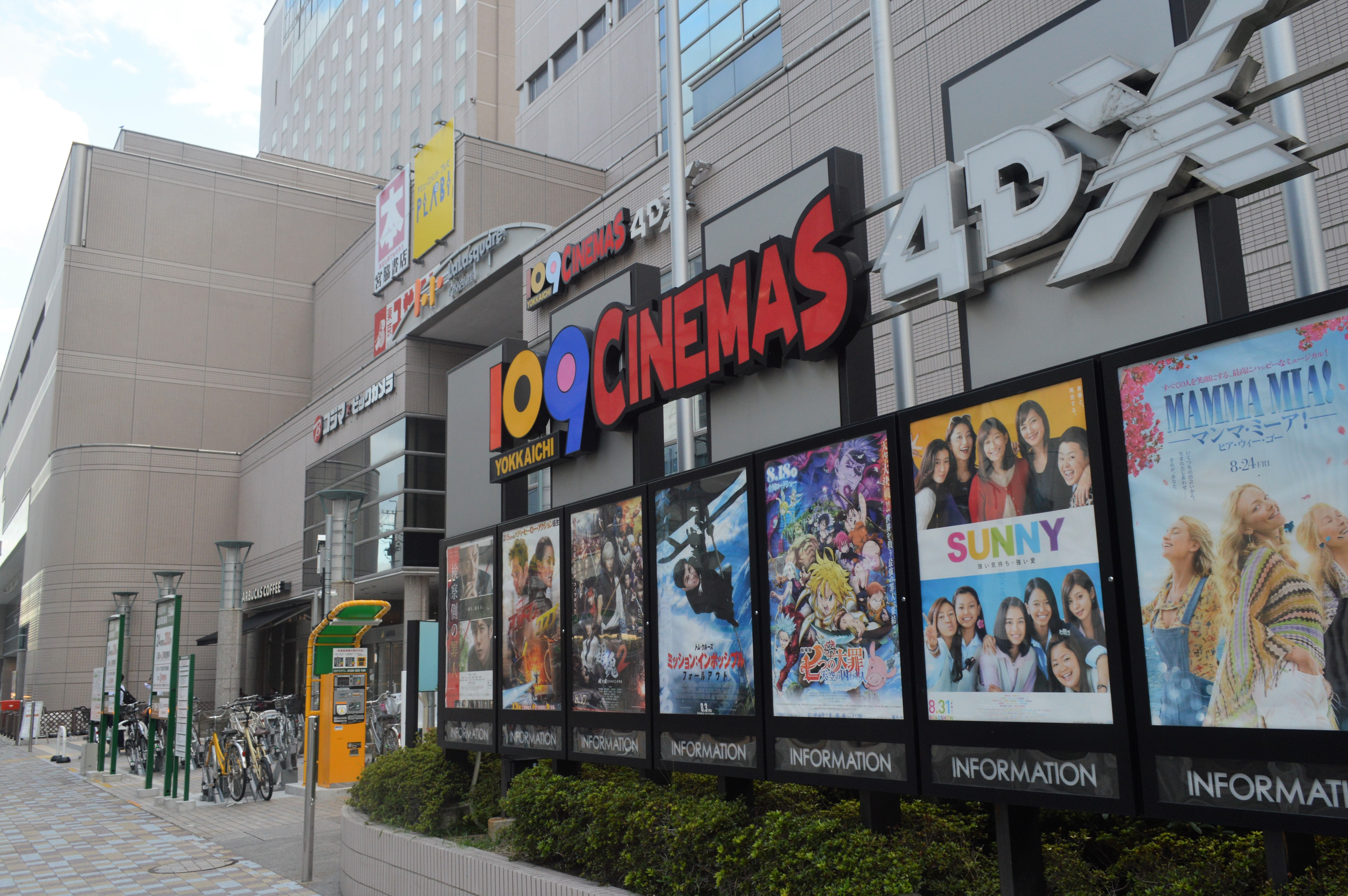
現在の四日市市唯一の一般映画館である109シネマズ四日市

ロッポニカ四日市への改称からしばらくすると観客数も低迷し、にっかつが運営からの撤退を決定すると、ビルの所有者である南川正弘が映画館の運営を引き継いだ。南川の本業は飲食店の経営者であり、「僕は映画の事は全く分からない…ホント、ド素人ですわ（笑）」と語っている。この頃の1990年（平成2年）の四日市市にはロッポニカ四日市のほかに、弥生館Ⅰ・Ⅱ、四日市スカラ座、塩浜劇場、四日市中映、四日市シネマホール（ベガ・スピカ・リゲルの3館）があった。
2000年（平成12年）の四日市市にはロッポニカ四日市のほかに、四日市中映（浜田7-12）、四日市シネマホールの3館（安島1-31-1）の3施設5スクリーンがあった。その後ララスクエア四日市（現・トナリエ四日市）内にシネマコンプレックス（シネコン）の109シネマズ四日市（9スクリーン）が開館したことで四日市中映と四日市シネマホールは閉館し、2010年（平成22年）時点の四日市市にある映画館はロッポニカ四日市と109シネマズ四日市の2施設計10スクリーンのみとなった。
かつては日活系の「ロッポニカ」という名称の映画館が全国に多数あったが、2018年（平成30年）時点でも営業を続けているのはロッポニカ四日市と香川県高松市のロッポニカ高松の2館のみである。2018年時点の三重県に残る成人映画館はロッポニカ四日市と松阪市の松阪大映劇場のみである。